# Младен Делић
Младен Делић (Сињ, 15. јануар 1919 — Загреб, 22. фебруар 2005) је био југословенски и хрватски спортски коментатор.

## Биографија
Апсолвирао је право, а завршио Школу за физичко васпитање и спорт у Београду 1938. године. Од 1941. до 1945. био је питомац у Домобранској заставничкој школи. Од 1946. до 1948. радио је као предавач на Вишој школи за физичку културу у Загребу.
Новинарством се почео да се бави после рата, пишући за Народни спорт и Борбу и радећи за Радио Загреб. Свој први радијски пренос имао је 1947. године. 1950. оснива Спортску редакцију Радио Загреба. Један је од пионира спортског програма загребачког ТВ студија ЈРТ-а где је радио као новинар, репортер, уредник и коментатор од 1965. до пензионисања 1984. године.
Уз микрофон испред кога је увек тињала искра спремна да букне у изливе среће, гнева или разочарења, остварио је више од 1500 преноса из 36 земаља са четири континента. Заразан у непосредности и емотивности, вешт да сваким преносом атмосферу са спортских борилишта верно пренесе у домове својих слушалаца и гледалаца, извештавао је са 6 летњих (1948, као и све од 1960. до 1976) и 7 зимских (1956, као и све од 1964. до 1984) олимпијских игара, са 7 фудбалских првенстава света, као и са бројних других спортских догађаја. Његово „Људи, је ли то могуће“, које је изговорио у тренутку када је Југославија у последњим минутима квалификационе утакмице са Бугарском у Сплиту децембра 1983. победила Бугарску и пласирала се на Европско првенство '84., остало је запамћено као заштитни знак страсти и темперамента са којим је обављао свој посао.
За добровољни рад у спорту те остварења у спортском новинарству примио је бројна признања, награде и одликовања, укључујући и награду за животно дело Удружења спортских новинара Југославије 1981. године. Сахрањен је на загребачком гробљу Мирогој.